# Eugen Gross

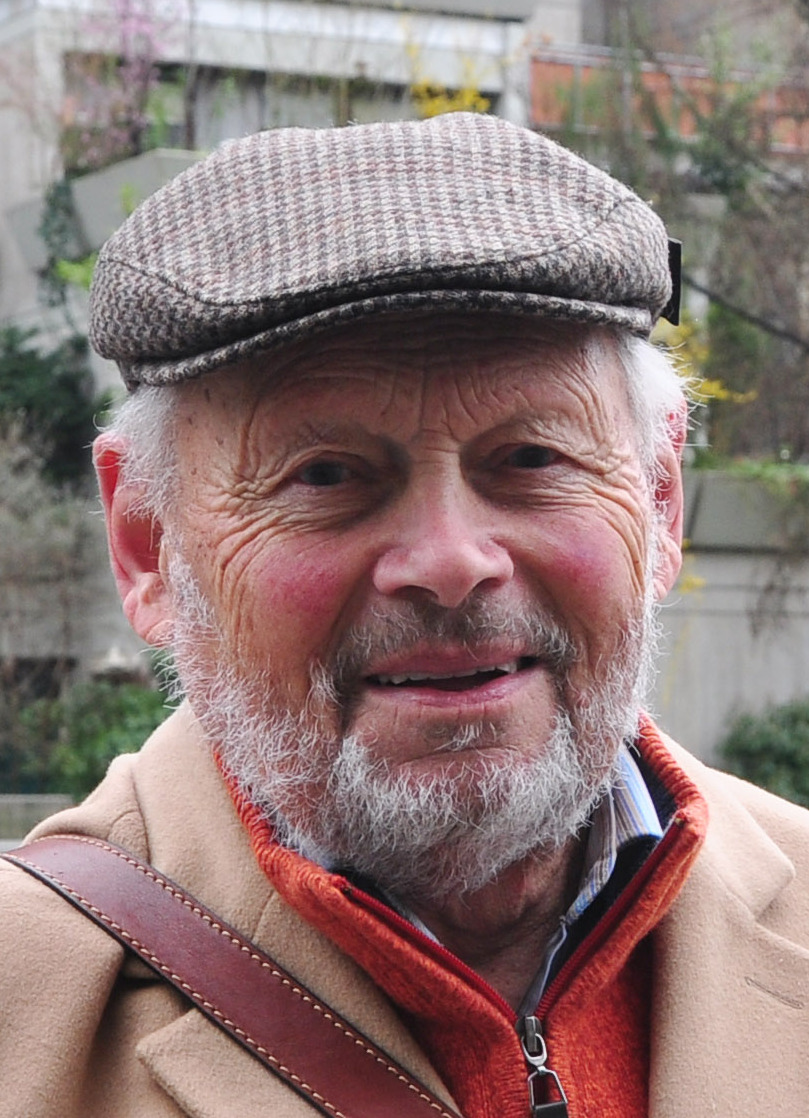
Eugen Gross, 2022

Eugen Gross (* 31. Mai 1933 in Bielsko-Biała) ist ein österreichischer Architekt. Er lebt in Graz.

## Leben
Eugen Gross wurde als Älterer von zwei Brüdern in Bielsko-Biala geboren. Seine Mutter, Elfriede Gross (geborene Kocurek), war nach ihrer Praxis in Kolomyja Volksschullehrerin in Biala. Sein Vater optierte 1918 für Österreich, wurde Bürger von St. Pölten und war Prokurist einer Maschinenbaufirma in Bielitz-Biala.
Eugen Gross besuchte die Volksschule in Biala, anschließend das Realgymnasium in Bielitz. Nach der Vertreibung der deutschsprachigen Bevölkerung im Zuge des Vormarsches der Roten Armee 1945 setzte er seinen Schulbesuch an einem Gymnasium in Wien ab 1947 fort und maturierte 1952 in Salzburg. Ab 1952 studierte er an der Technischen Hochschule in Graz bei den Professoren Friedrich Zotter, Karl Hoffmann und Karl Raimund Lorenz und schloss 1958 als Dipl.-Ing. ab. 1957 nahm er an der Sommerakademie bei Konrad Wachsmann in Salzburg teil.
Nach dem Studium arbeitete er für das Amt der Steiermärkischen Landesregierung, Abteilung für Landesplanung. Anschließend war er in Architekturbüros in Erlangen und Nürnberg tätig.
1959 gründete er mit Friedrich Gross-Rannsbach, Werner Hollomey und Hermann Pichler die Architekten-Arbeitsgemeinschaft WERKGRUPPE GRAZ. Diese wurde ab 1966 um Walter Laggner und Peter Trummer erweitert und bestand bis 1982.
1960 heiratete Eugen Gross die Juristin Ingeborg Seuter, aus der Ehe gingen drei Töchter und vier Enkelkinder hervor. Wiederverheiratet ist er mit Heide Gaidoschik.
Ab 1982 war Eugen Gross mit den Architekten Wolfgang Kapfhammer, Gert Koßdorff, Johannes Wegan, Pablo Gloger im Rahmen der Projektgemeinschaft Planconsult Austria im In- und Ausland tätig. Von 1982 bis 1986 war Eugen Gross Vorsitzender der Sektion Architekten der Ingenieurkammer für Steiermark und Kärnten. Ab 1987 war er selbständig tätig. 1990/91 war er Vorsitzender des Landeskulturbeirates Steiermark.
Von 2012 bis 2022 fungierte Gross als Obmann der „Prenninger Gespräche“, Verein für Geschichte und Aktualität kultureller Resistenz und Alterität.
Eugen Gross ist der „Grazer Schule der Architektur“ zuzurechnen, die sich am Strukturalismus orientiert und formal die Werkgerechtigkeit des Brutalismus zum Ausdruck bringt.

## Lehrtätigkeit
- 1960–1961: Assistent am Institut für Städtebau und Ländliches Siedlungswesen an der Technische Universität Graz
- 1971: Gastprofessor an der Washington University in St. Louis, Missouri
- 1974–1980: Lehrbeauftragter für Raumplanung an der Technischen Universität Graz, Österreich.
- 1989–2000: Professor an der HTBLVA für Bau, Kunst und Design, Ortweinschule, Graz.

## Auszeichnungen
- 1992: Kulturpreis der Stadt Moskau für Hotel Baltschug-Kempinsky, Moskau (mit den Architekten Wolfgang Kapfhammer, Gert Koßdorff, Johannes Wegan, Friedrich Groß-Rannsbach).
- Architekturpreis des Landes Steiermark-Sammelpreis (mit den Architekten Wolfgang Kapfhammer, Gert Koßdorff, Johannes Wegan, Friedrich Groß-Rannsbach).
- Geramb Dankzeichen für gutes Bauen in der Steiermark 1975, 1981, 1982, 1983.
- 2018 Träger des Goldenen Ehrenzeichens der Stadt Graz[2]
- 2018 Träger des Großen Ehrenzeichens des Landes Steiermark.

## Werke Werkgruppe Graz (Auswahl)
- 1959–60: Forum Stadtpark, Graz, Werner Hollomey, Ausstellungsgebäude
- 1961: Katholische Pfarrkirche Kalsdorf, Seelsorgezentrum, Wettbewerbsprojekt
- 1963: Studentenhaus Leechgasse, Graz, Mensa
- 1963: Haus der Jugend, Jugendzentrum, Graz, Wettbewerbsprojekt
- 1964: Haus Schwarz, Wohn- und Atelierhaus, Weiz
- 1964: Möbelfabrik Thonet, Friedberg, Industrieanlage, Wettbewerbsprojekt
- 1964: 1. Chirurgische Universität am Landeskrankenhaus, Graz
- 1965–78: Terrassenhaussiedlung Graz St. Peter, mit Walter Laggner, Peter Trummer
- 1965: Schulzentrum Graz, Brucknerstraße,  Wettbewerbsprojekt
- 1965: Freibad Feldbach, Wettbewerbsprojekt
- 1965: Feriensiedlung Calabrien, Wohnanlage, Projekt, Cattancaro, Italien
- 1966: Landwirtschaftliche Fachhochschule Stainz, Wettbewerbsprojekt
- 1966: Atelierhaus Forum Stadtpark, Graz, Projekt
- 1967–73: Schulzentrum Kapfenberg-Walfersam, Kapfenberg
- 1968: Johannes-Kepler-Haus, Studentenhaus, Graz
- 1969: Dreiländerbiennale Trigon, Ausstellungsgestaltung (mit J. Mayr, H. Missoni, R. Kriesche, H. Strobl), Graz[3]
- 1970: Volksbildungshaus Schloss Retzhof, Gästehaus, Wagna
- 1971: Aufbahrungshalle Kapfenberg, Sakralbau, Wettbewerbsprojekt, Kapfenberg
- 1972: Musterhof Zwing, Landwirtschaftlicher Betrieb, Wettbewerbsentwurf, Langenwang
- 1973–75: Büro- und Wohnhaus Messerklinger, Stadtvilla, Graz
- 1973–80: Koralmhalle Deutschlandsberg, Mehrzweckhalle
- 1973: Österreichische Mustermesse, Triest, Messegestaltung
- 1974: Steiermärkische Sparkasse, Peggau
- 1976–80: Andritzer Begegnungszentrum ABC, Pfarrzentrum der Pfarre zur „Hl. Familie“,  Graz
- 1978–82: Grazer Congress, Kongresszentrum Graz-Altstadt
- 1970–84: Palais Galler, Renovierung und Innenausgestaltung, Graz
- 1982–83: Handwerkshof Bad Radkersburg, Umbau und Revitalisierung
- 1982–83: Industriepark Mureck, Hallenbau
- 1983: Papstmesse Mariazell, Platz- und Altarraumgestaltung
- 1986–89: Wohnanlage Draschestraße, Wien-Liesing, mit Walter Laggner, Peter Trummer
- 1987–92: Druckzentrum Styria Graz, mit Kapfhammer, Koßdorff, Wegan

Bauten im Ausland
(in Arbeitsgemeinschaft Planconsult- mit Wolfgang Kapfhammer, Gert Koßdorff, Johannes Wegan, Pablo Gloger)
- 1982–84: Monteverde Country Health Center, Beirut, Libanon
- 1983–84: Hotel Taverna, Budapest
- 1983–84: Bürohaus, Budapest
- 1983–84: Unterhaltungszentrum Lido, Budapest
- 1985–90: Hotel Baltschug-Kempinski, Moskau

## Eigene Projekte
- 1958: Haus Hage, FARAYA, Libanongebirge
- 1965: Haus Dokoupil-Gross, Saalfelden – Pabing
- 1971: Haus Greimel, Graz – Ragnitz
- 1978: Haus Gross, Stubenberg – Vockenberg
- 1980: Haus Kalcsics, Graz Stiftingtal
- 1998: Haus Preisegger, Graz Ruckerlberg
- 1999: Haus Neumann, Graz Hilmteich
- 1999: Odilien-Blinden-Institut: Fest- und Turnsaal, Graz-St. Leonhard
- 2008: Haus Paar, Graz Rosenberg

## Ausstellungen
- Personalausstellung: 1967 Graz, Forum Stadtpark, Werkgruppe Graz, „Kristallisationen“.

## Mitgliedschaften
- Forum Stadtpark
- Österreichische Gesellschaft für Architektur
- Zentralvereinigung der Architekten Österreichs

## Werke
- 1966–1996: Reihe WERKGRUPPE LYRIK[4] – erschienen in 25 Editionen im Eigenverlag.
- Die Grazer Ortweinschule, Bau-Kunst-Design, 1876–2001, Eugen Gross (Herausgeber), manumedia_schnider_verlag, Graz, 2001 mit Absolventen- und Schülerverzeichnis 1876–2001, gebunden (deutsch), Auslieferung Ortweinschule Graz
- Sternfeld – Schnittstellen des Lebens, Eugen Gross edition keiper, 2011 [1. Auflage, September 2011, broschiert] [Deutsch]
- Wenn ein Haus spricht. Eine andere Biografie: Roman von Eugen Gross (Autor) edition keiper, 2021 [1. Auflage März 2021, gebunden] [Deutsch]
- Gelebte Utopie – Die Terrassenhaussiedlung der Werkgruppe Graz, Eugen Gross, Andrea Jany (Herausgeber), gebunden, [Deutsch] JOVIS, 2022